# Opisthoproctidae
Famille
Les Opisthoproctidae sont une famille de petits poissons Osmeriformes vivant dans les abysses. Ils ont la particularité d'avoir des yeux énormes situés au milieu d'un crâne transparent et sont communément appelés revenants.

## Description
Ces poissons sont nommés barreleye fish en anglais, (barrel signifiant "tonneau"), nommés ainsi pour leurs yeux tubulaires, qui sont généralement dirigés vers le haut afin de détecter les silhouettes de leurs proies. Mais d'après Robison et Reisenbichler ces poissons sont capables de diriger leur regard aussi en avant.
Cette famille contient treize espèces dans six genres (dont quatre sont monotypiques).

## Étymologie
Le nom de famille des Opisthoproctidae, dérivé grec ancien ὄπισθεν, opisthen, « derrière » et πρωκτός, prôktós, « anus », fait référence à une apomorphie qui ne concernent en réalité que les Opisthoproctus.

## Habitat et répartition
Ils sont originaires des régions tropicales, des eaux tempérées de l'Atlantique, du Pacifique et de l'océan Indien. Ils vivent dans les abysses, où ils sont parmi les seuls animaux à pouvoir encore voir.

## Liste des genres et espèces
Selon FishBase (11 février 2015) :
- genre Bathylychnops Cohen, 1958
  - Bathylychnops brachyrhynchus

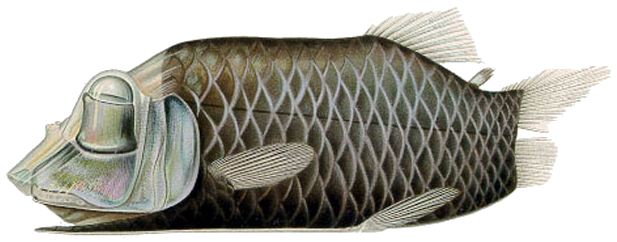
Opisthoproctus soleatus.

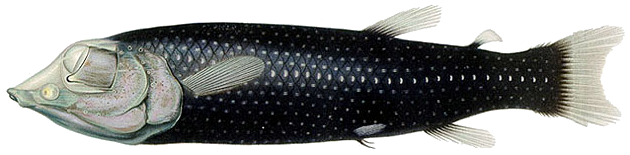
Winteria telescopa.

  - Bathylychnops chilensis Parin, Belyanina & Evseenko, 2009
  - Bathylychnops exilis Cohen, 1958
- genre Dolichopteroides Parin, Belyanina & Evseenko, 2009
  - Dolichopteroides binocularis
- genre Dolichopteryx Brauer, 1901
  - Dolichopteryx anascopa Brauer, 1901
  - Dolichopteryx andriashevi Parin, Belyanina & Evseenko, 2009
  - Dolichopteryx longipes
  - Dolichopteryx minuscula Fukui & Kitagawa, 2006
  - Dolichopteryx parini Kobyliansky & Fedorov, 2001
  - Dolichopteryx pseudolongipes Fukui, Kitagawa & Parin, 2008
  - Dolichopteryx rostrata Fukui & Kitagawa, 2006
  - Dolichopteryx trunovi Parin, 2005
  - Dolichopteryx vityazi Parin, Belyanina & Evseenko, 2009
- genre Ioichthys Parin, 2004
  - Ioichthys kashkini Parin, 2004
- genre Macropinna Chapman, 1939
  - Macropinna microstoma Chapman, 1939
- genre Monacoa Whitley, 1943 [3]
  - Monacoa grimaldii (Zugmayer, 1911)
  - Monacoa griseus J. Y. Poulsen, Sado, C. Hahn, Byrkjedal, Moku & Miya, 2016[3]
  - Monacoa niger J. Y. Poulsen, Sado, C. Hahn, Byrkjedal, Moku & Miya, 2016[3]
- genre Opisthoproctus Vaillant, 1888
  - Opisthoproctus grimaldii Zugmayer, 1911
  - Opisthoproctus soleatus Vaillant, 1888
- genre Rhynchohyalus Barnard, 1925
  - Rhynchohyalus natalensis
- genre Winteria Brauer, 1901
  - Winteria telescopa Brauer, 1901